# Chrysopasta elegans
Chrysopasta elegans là một loài ruồi trong họ Tachinidae.